# 天主教富爾達教區
天主教富爾達教區（拉丁語：Dioecesis Fuldensis）是羅馬天主教以德國中部富爾達為中心的一個教區，屬帕德伯恩總教區。

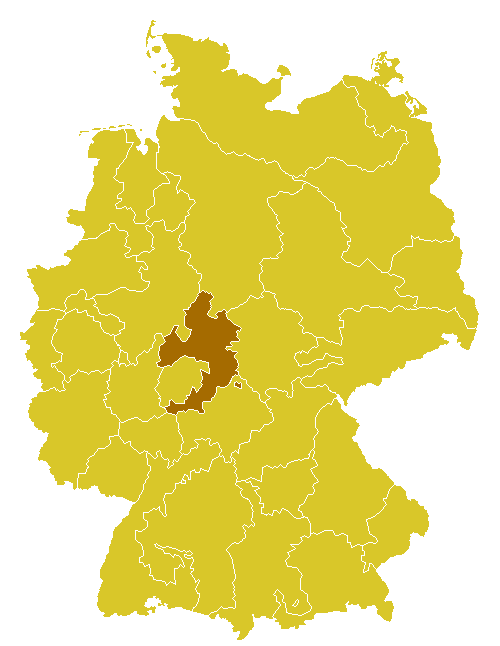
富爾達教區管轄範圍圖

2011年，有教友409,300 人，佔轄區總人口17.8%、306個堂區、351名司鐸、54名執事、104名修士、265名修女。
聖波尼法爵744年在當地建立了一家修道院。1752年10月9日改組成教區。1222年至1802年間院長（後期是主教）也是轄區的世俗統治者。現任主教為彌額爾·格伯（Michael Gerber），輔理主教為卡爾海因茨·迪茨，榮休主教為海因茨·若瑟·阿爾格爾米森。